# Pittosporum heterophyllum
Pittosporum heterophyllum là một loài thực vật có hoa trong họ Pittosporaceae. Loài này được Franch. miêu tả khoa học đầu tiên năm 1886.